# Deschampsia gracillima
Deschampsia gracillima är en gräsart som beskrevs av Thomas Kirk. Deschampsia gracillima ingår i släktet tåtlar, och familjen gräs. Inga underarter finns listade i Catalogue of Life.